# Historia LGBT en Colombia
La historia LGBT+ en Colombia se refiere a la diversidad de prácticas, militancias y valoraciones culturales sobre sexualidad y géneros disidentes que se desplegaron históricamente en el actual territorio colombiano.
La historia LGBT de Colombia tiene raíces en la época precolombina, donde existía una diversidad de género y roles sexuales que desafiaban las concepciones binarias convencionales. Culturas como los tikunas reconocían la importancia de personas con orientaciones sexuales no convencionales, y las mitologías precolombinas incluían deidades intersexuales. Sin embargo, la llegada de los colonizadores europeos y la imposición de sus normas tuvieron un impacto significativo en la historia LGBT+ del territorio.
En el siglo XX, surgieron movimientos clandestinos que buscaban el reconocimiento de los derechos homosexuales en Colombia. Aunque se lograron avances significativos, persistieron obstáculos como la discriminación y la persecución legal e ilegal. En el siglo XXI, se han producido cambios legales relevantes, como la legalización del matrimonio igualitario en 2016. Además, se han promovido medidas para combatir la discriminación y proteger los derechos humanos de las personas LGBT.
No obstante, el siglo XXI también ha enfrentado desafíos persistentes, incluyendo la violencia, los crímenes de odio y la discriminación que afectan a la comunidad LGBT en Colombia.

## Época precolombina
La historia de la diversidad sexual y de género es un tema importante que ha sido relegado durante mucho tiempo en los relatos históricos convencionales. Sin embargo, desde el Siglo XX, se ha prestado mayor atención a la presencia y contribución de las comunidades LGBT+ en diferentes culturas de América del Sur.

### Diversidad de género y roles en la sociedad precolombina

Pareja de mujeres tikunas con ropas festivas

Antes de la llegada de los colonizadores europeos, las culturas precolombinas en Colombia tenían una comprensión más fluida de la identidad de género y la sexualidad. En muchas de estas sociedades, existían roles y prácticas que desafiaban las ideas binarias de género. Por ejemplo, entre los tikunas, una de las culturas destacadas en la región amazónica, mantenían reglas respetuosas de parejas del mismo sexo, donde lo importante era contraer matrimonio con personas ajenas al clan propio sin importar su sexualidad. En particular, las mujeres tikunas defienden la relación homoafectiva como consistente con las reglas de exogamia del clan y como fortalecimiento del dominio de las naciones, pertenecientes a la ancestralidad tikuna.
Algunas esculturas que han logrado sobrevivir al colonialismo y revelan representaciones de individuos en diversas posiciones sexuales, similares a un Kamasutra incaico. Estas esculturas mayormente representan escenas de sexo oral y anal, tanto entre parejas heterosexuales como del mismo sexo, mientras que las representaciones de sexo vaginal son raras. No obstante, es importante destacar que algunas esculturas que aparentemente representan parejas heterosexuales podrían, de hecho, estar representando parejas del mismo sexo. En ciertos casos, a los hombres cuyos deseos sexuales se dirigían hacia otros hombres se les permitía vestirse con prendas femeninas y participar en actividades consideradas femeninas dentro de la sociedad.

### Cosmovisión y las deidades LGBT+
La cosmovisión de las culturas precolombinas a menudo incluía la presencia de deidades relacionadas con la diversidad sexual y de género. Por ejemplo, entre los incas, existía una deidad llamada Chuqui Chinchay, representada como una figura no binaria. Asimismo, en la mitología de los taironas, otra cultura precolombina importante, se mencionan historias sobre deidades intersexuales y personas con roles de género diversos.

### Prácticas sexuales y rituales

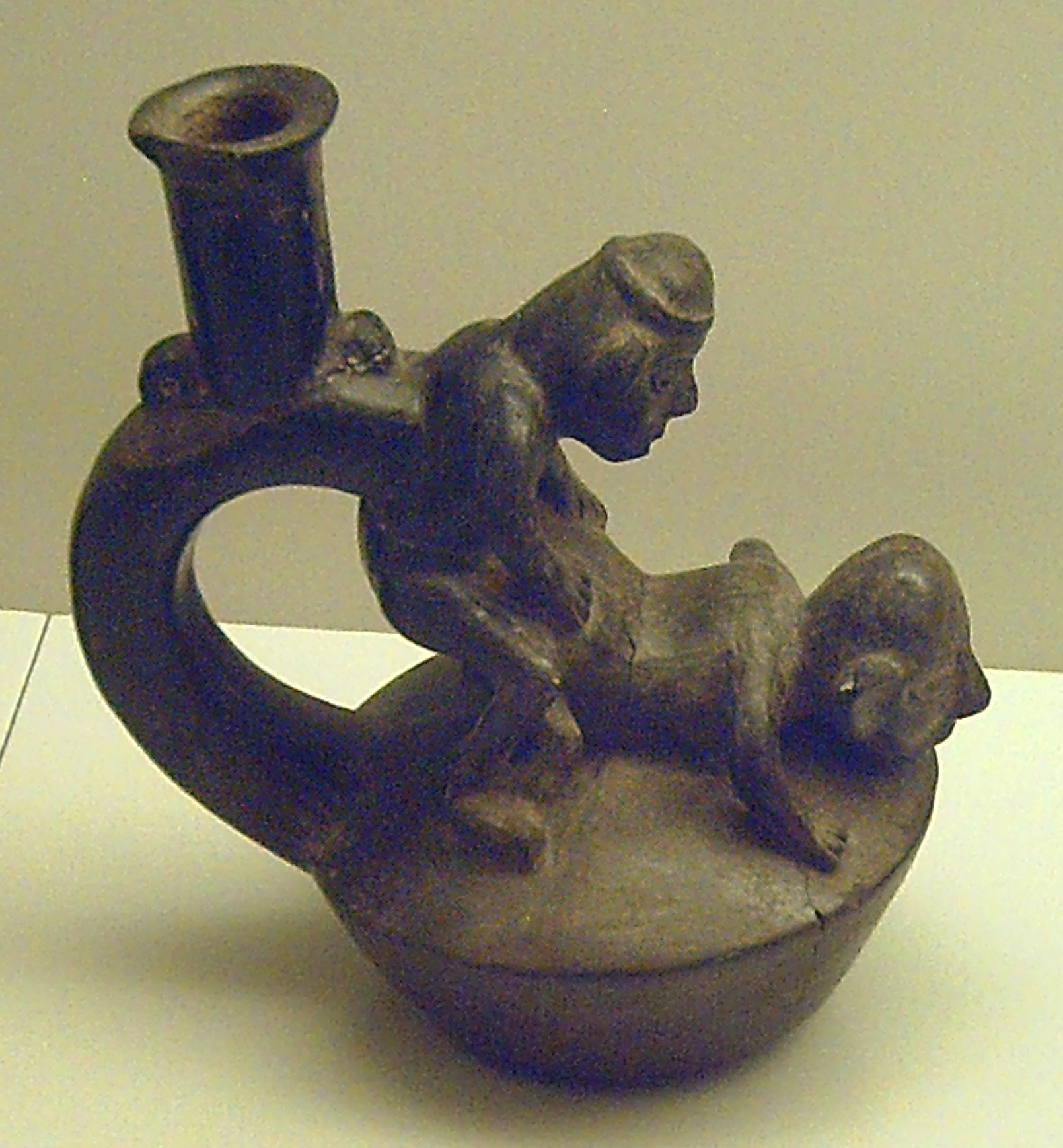
Pieza de cerámica incaica representando una escena de coito anal.

Las prácticas sexuales y los rituales también formaban parte de la vida cotidiana en la época precolombina de Colombia. Algunas culturas practicaban rituales de iniciación que involucraban la exploración de la sexualidad y la interacción entre personas del mismo sexo como en los taironas. Estas prácticas no estaban necesariamente asociadas con la orientación sexual tal como se entiende en la modernidad, sino que eran parte de las tradiciones y la cultura.
En el idioma Tikuna, Kaigüwecü es la palabra que describe a un hombre que tiene relaciones sexuales con otro hombre; Ngüe Tügümaêgüé es la palabra para una mujer que tiene relaciones sexuales con otra mujer.
De acuerdo con el cronista Pedro Cieza de León, a diferencia del resto del Imperio incaico, la práctica de la homosexualidad era tolerada en la región de Chinchaysuyo, (suroeste de Colombia) e incluso considerada un acto de culto, existiendo un prostíbulo masculino que atendía a las necesidades de la tropa. A estos servidores sexuales se les conocía como pampayruna.

Cada templo o adoratorio principal tiene un hombre, dos o más según el ídolo, los cuales andan vestidos como mujeres, y con estos casi por vía de santidad y religión tienen su ayuntamiento carnal los señores y principales.
Crónica del Perú

Asimismo, los incas tenían una especial consideración con las lesbianas a quienes denominaban holjoshta. El inca Capac Yupanqui solía tener un cariño muy especial por estas mujeres.

### El impacto de la colonización

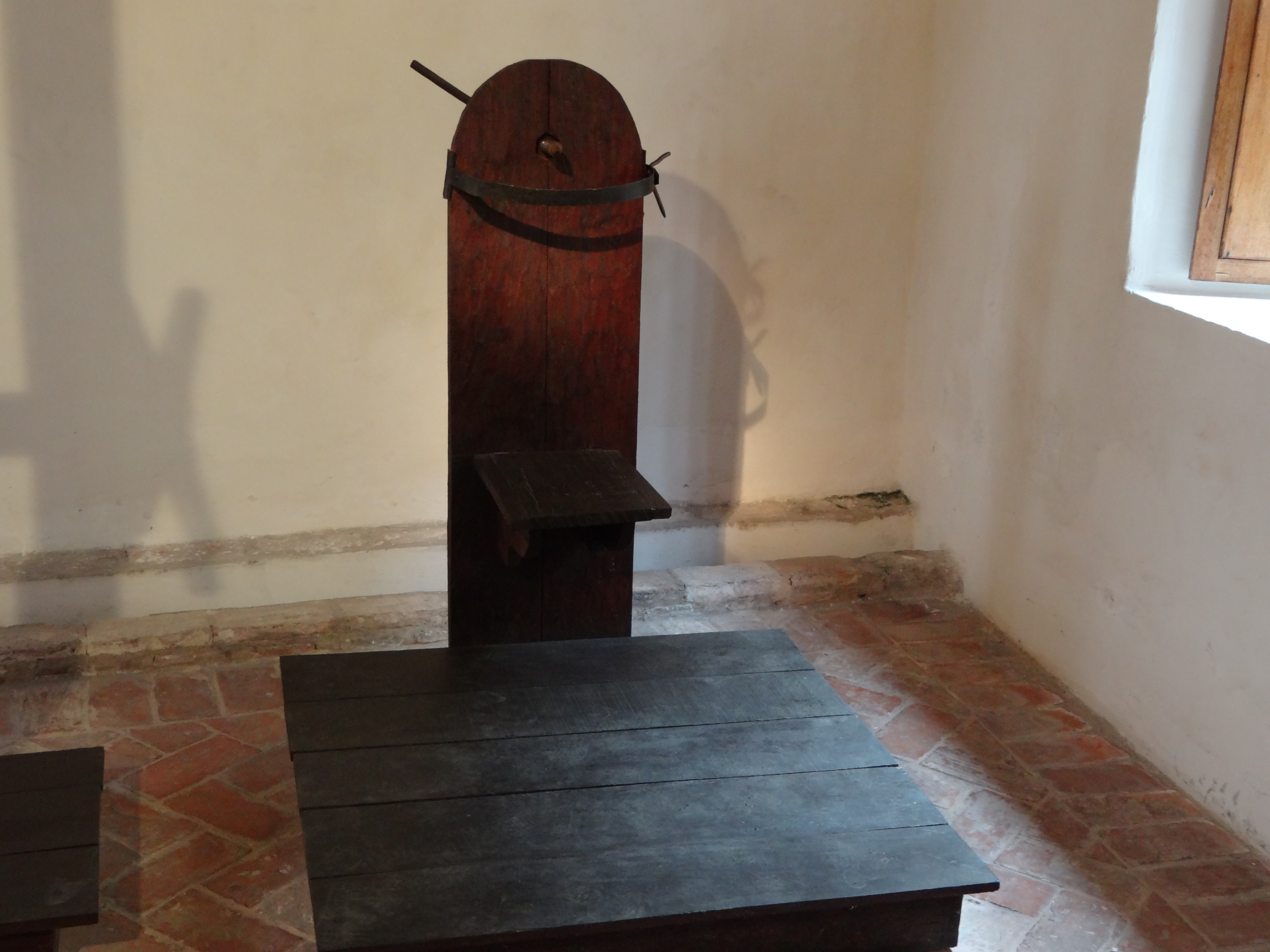
El garrote, elemento de tortura utilizado por la inquisición española. El mismo se encuentra en el Palacio de la Inquisición (Cartagena de Indias), antigua sede inquisidora de la Iglesia católica en Colombia

La llegada de los colonizadores españoles a finales del siglo XV y principios del siglo XVI trajo consigo una imposición de la moral y las normas europeas en relación con la sexualidad y el género. La influencia de la Iglesia Católica y la represión de las identidades y prácticas LGBT+ fueron consecuencias directas de la colonización. Muchos registros y testimonios de la época precolombina fueron destruidos o distorsionados, lo que dificulta la reconstrucción completa de la historia LGBT+ en ese período.
La irrupción de las iglesias neopentecostales trajo consigo un cambio en las expectativas matrimoniales dentro de la sociedad Tikuna. Las relaciones homoafectivas pasaron a ser consideradas pecaminosas, abominables a los ojos de Dios, y debieron llevarse a cabo en secreto. Estas iglesias presentaron el lesbianismo como un amor prohibido, contaminando la visión del mundo Tikuna con valores morales foráneos que destacan el dominio de la religión sobre los pueblos indígenas. Para las mujeres Tikuna, lo que perjudica su cultura es la imposición de religiones provenientes de misioneros no indígenas.
A fines de la década del 2010 se difundieron casos de persecución, expulsión y asesinatos de mujeres transgénero por parte de sus propias comunidades de Embera Chamí y Wayuu, las cuales encontraron refugio en la localidad de El Santuario.

## SigloXX

### Década de 1930

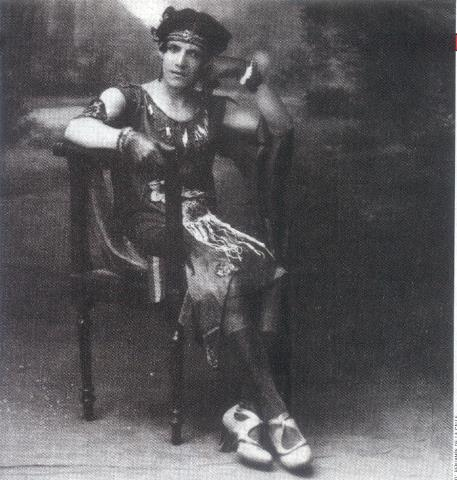
Este retrato (1927) de Álvaro Echavarría El excluido, famoso travesti del municipio de Cúcuta, es el primer registro fotográfico de un travesti en Colombia.

Hasta mediados de 1930, las personas con identidades y orientaciones sexuales diversas, debían esconderse socialmente pues eran patologizadas en Colombia. En el año 1936, la homosexualidad deja de ser tratada como una enfermedad mental. Sin embargo, ese mismo año la homosexualidad se convierte en delito en el país.

### Década de 1940
En 1940, se inicia la lucha por el reconocimiento de los derechos homosexuales con la creación en Bogotá de la agrupación clandestina Los Felipitos.

### Década de 1960-presente

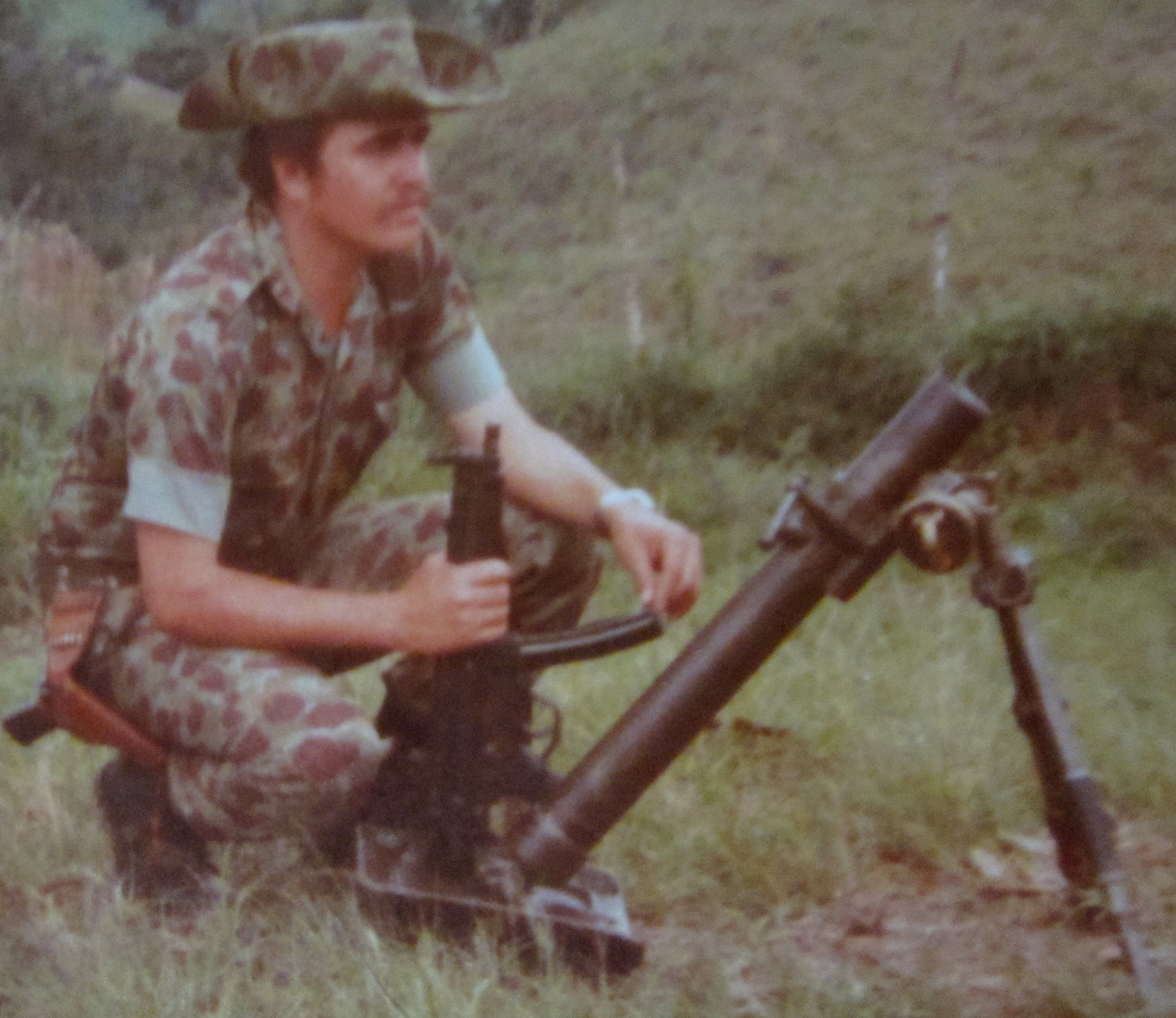
Soldado del Ejército Nacional en 1971

En el marco del conflicto armado interno en Colombia, que ha evolucionado a lo largo de varias décadas desde 1960, se han registrado una amplia gama de crímenes de odio, actos de tortura, acosos y asesinatos cometidos por fuerzas militares, políticas y paramilitares hacia la comunidad LGBT. Además, algunas fuerzas guerrilleras, como las FARC, también han sido responsables de estos actos. Estos hechos han generado incluso grandes movimientos migratorios de ciudadanos colombianos que se han visto obligados a huir como refugiados.
A pesar de que se reconoce que la población LGBT ha sido víctima del conflicto armado en Colombia, numerosos opositores a los derechos LGBT se han manifestado en contra de su inclusión en el acuerdo de paz entre el gobierno y las FARC. Grupos conservadores y religiosos han argumentado que dicho acuerdo busca promover la homosexualidad y establecer lo que ellos denominan una "dictadura homosexual".
Es importante resaltar las deficiencias en la recopilación de datos sobre las víctimas LGBT del conflicto armado y la ausencia de medidas de protección específicas para esta población. A pesar de los avances legales en Colombia, la homofobia continúa siendo prevalente en instituciones como la policía y el ejército.

### Década de 1970
Durante la década de 1970, se dieron importantes avances en la lucha por los derechos LGBT en Colombia. En esta época, León Zuleta organizó un grupo LGBT en Medellín y el psicólogo y sexólogo Octavio Giraldo Neira realizó estudios pioneros sobre la homosexualidad masculina en el país. Además, se abrieron locales en Bogotá, como Arlequín, El Farol y Yango, que se convirtieron en lugares de socialización para hombres gais, aunque de manera clandestina. Gonzalo Echeverry y Humberto Quevedo también hicieron pública su relación como pareja en una entrevista en El Pueblo de Cali, y posteriormente adoptaron a un hijo. En 1976, León Zuleta y Manuel Velandia fundaron el Movimiento de Liberación Homosexual de Colombia (MLHC), un hito importante en la lucha por los derechos y la igualdad. Al año siguiente, se lanzó El Otro, un periódico LGBT fundado por Zuleta que se convirtió en una plataforma para compartir información, experiencias y promover la diversidad.
En 1978, se llevaron a cabo reuniones semanales en la Biblioteca Emmanuel Mounier durante casi tres años, dando origen al Grupo de Encuentro por la Liberación de los Güeis (GELG), un espacio de encuentro y apoyo para personas LGBT+. Sin embargo, en 1979 se promulgó el Decreto 2277, que estableció normas sobre el ejercicio docente y consideraba el "homosexualismo o la práctica de aberraciones sexuales" como causales de mala conducta. A pesar de estas dificultades, la comunidad LGBT+ continuó su lucha y en ese mismo año se inició la publicación de La ventana gay, una revista que contribuyó a dar voz a la diversidad sexual y de género. Además, el fotógrafo Miguel Ángel Rojas publicó la serie Faenza, que se convirtió en un símbolo de la homosexualidad en el arte nacional y contribuyó a la visibilidad de la comunidad LGBT+ en el ámbito artístico.

### Década de 1980
La década de 1980 marcó un período de cambios significativos en la lucha por los derechos LGBT en Colombia. En 1980, se despenalizó la homosexualidad al eliminarla como delito en el Código Penal. Surgieron diversos colectivos, como el Movimiento por la Liberación Homosexual, el Grupo de Estudio y Liberación Gay, el Colectivo Landa y Heliogábalos, liderados por Guillermo Cortez, Manuel Rodríguez y Leonardo Vidales. Además, se llevó a cabo la primera marcha del orgullo gay en Bogotá en 1983.

### Década de 1990
Durante la década de 1990, se lograron importantes avances legales y culturales en la lucha por los derechos LGBT en Colombia. En 1992, se publicó la primera novela LGBT colombiana, "Un beso de Dick", escrita por Fernando Molano Vargas. Además, el abogado Germán Rincón Perfetti presentó la primera tutela sobre cambio de nombre ante la Corte Constitucional, lo que permitió a las personas trans cambiar su nombre sin mayores trabas burocráticas por parte del Estado. Sin embargo, también en esta década se produjo el asesinato de León Zuleta en 1993.

## SigloXXI

### Década de 2000

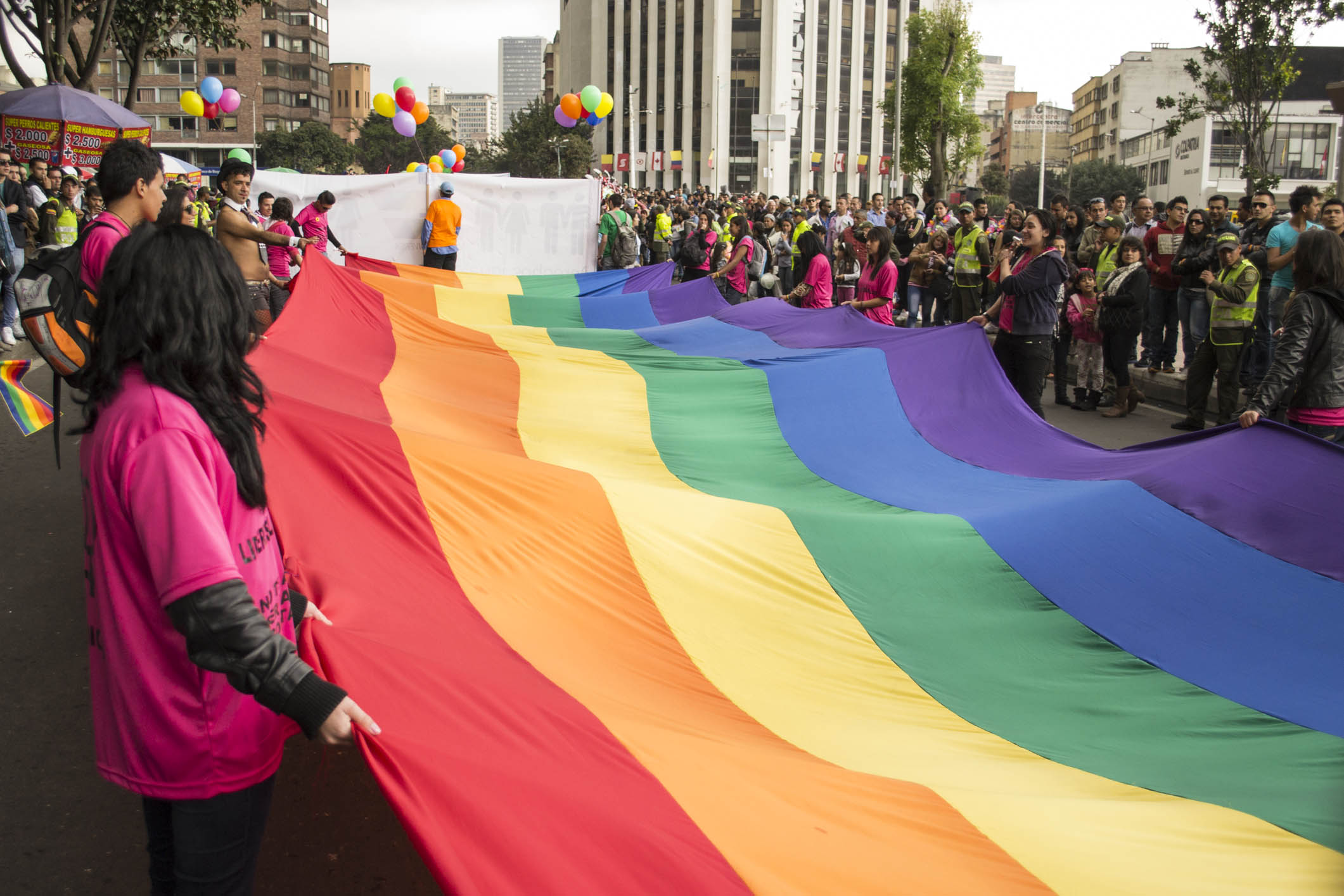
Marcha del Orgullo en Bogotá, 2013

#### 2002: Firma de la Carta Andina para la Promoción y Protección de los DDHH
En 2002, varios países, incluyendo Colombia, firmaron la "Carta Andina para la Promoción y Protección de Derechos Humanos" en Guayaquil, Ecuador. Esta carta reconoció a la orientación sexual como una categoría protegida contra la discriminación.

#### 2007: Reconocimiento de las parejas del mismo sexo
Entre 2007 y 2008, la Corte Constitucional de Colombia dictaminó que las parejas del mismo sexo tienen los mismos derechos y deberes que las parejas heterosexuales. Esto incluyó el reconocimiento de las uniones maritales de hecho entre personas del mismo sexo y brindó protección legal a estas relaciones.

### Década de 2010

#### 2012: Donación de sangre
En 2012, la Corte Constitucional determinó mediante la sentencia T-248 que la orientación sexual no representa un riesgo para la donación de sangre, en el fallo, la Corte ordena al Ministerio de Salud revisar la normativa vigente y eliminar los criterios de selección basados en la orientación sexual. Se argumentó que el riesgo de contagio de enfermedades infecciosas depende de la conducta de riesgo y no de la orientación sexual. Además, se destacó que los bancos de sangre ya realizan pruebas de VIH a todas las donaciones, lo que hace innecesario utilizar la orientación sexual como criterio de exclusión. La sentencia también insta al Ministerio de Salud a capacitar a los profesionales de la salud y los laboratorios para que realicen las encuestas y entrevistas a los posibles donantes sin considerar su orientación sexual.

#### 2015: Adopción
El 5 de noviembre de 2015, la Corte Constitucional de Colombia emitió un fallo histórico que permitió a las parejas del mismo sexo adoptar niños. En su dictamen, la Corte estableció que las agencias de adopción no podían discriminar a las parejas LGBT durante el proceso de adopción.

#### 2016: Matrimonio igualitario
El 28 de abril de 2016, la Corte Constitucional de Colombia emitió una histórica sentencia que permitió el matrimonio igualitario en el país. Esta decisión garantizó que las parejas del mismo sexo tuvieran el derecho de contraer matrimonio y acceder a todos los beneficios y responsabilidades legales asociados.

### Década de 2020

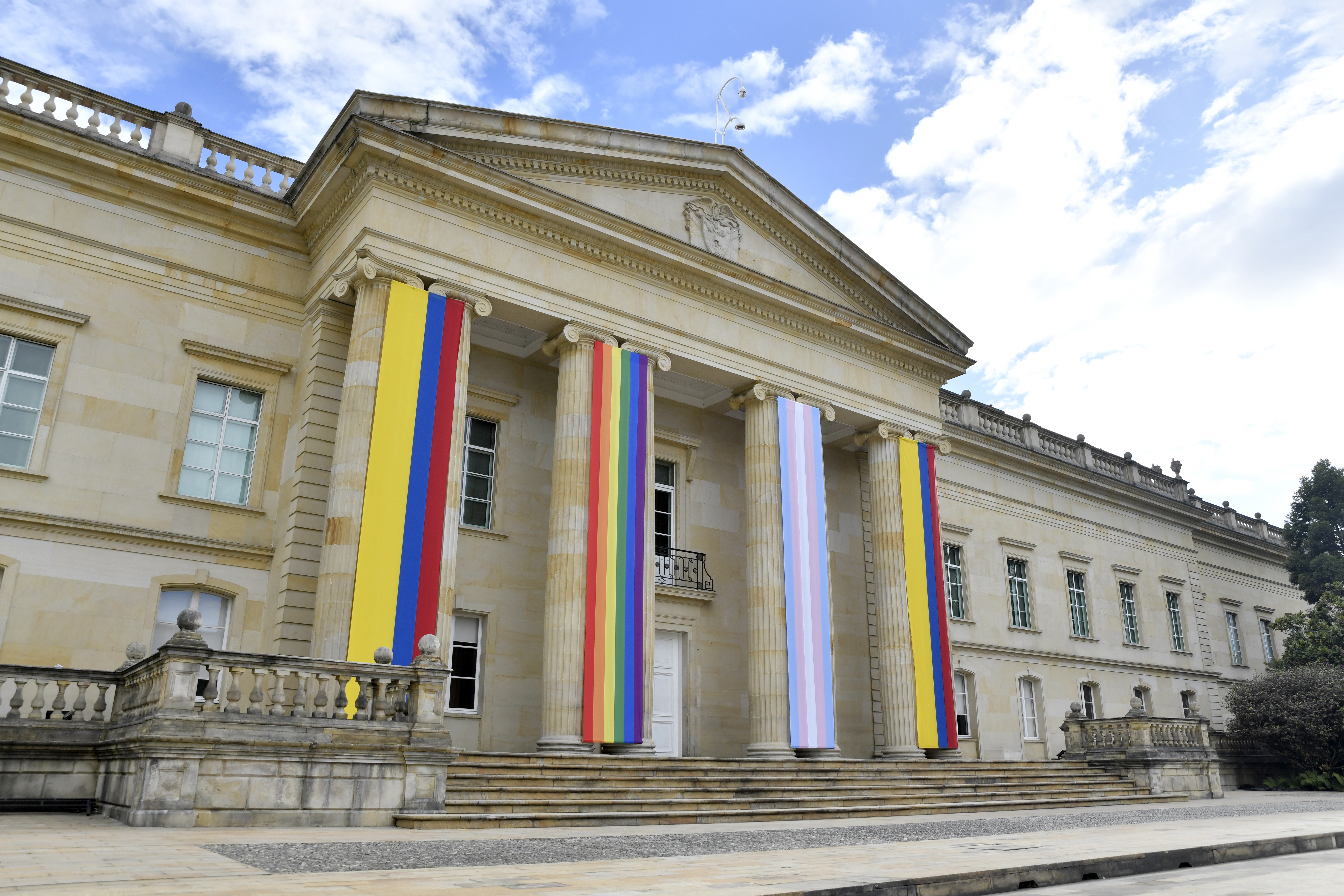
Casa de Nariño con la bandera del orgullo LGBT y trans en 2023

En este período se han producido eventos trágicos y actos de discriminación.
En 2022, en la Comuna 13 de Medellín, fue asesinado Jeison Vásquez Borja, periodista y activista LGBT. El alcalde de la ciudad, Daniel Quintero, condenó el hecho y ofreció una recompensa por información que condujera a los asesinos.
En 2023, el jefe de la Policía Nacional de Colombia, Henry Sanabria, fue destituido de su alto cargo debido a comentarios machistas, homófobos y ultrareligiosos vertidos durante una entrevista televisada. Esta destitución refleja la importancia de rechazar actitudes discriminatorias y promover la igualdad en las instituciones y la sociedad en general.